# Pangaea
Pangaea – podwójny koncertowy album nagrany przez Milesa Davisa w Osaka Festival Hall w Japonii w lutym 1975 r. i wydany przez firmę nagraniową Columbia w tym samym roku.

## Charakter albumu
Pangaea była ostatnim koncertowym albumem Milesa Davisa przed jego pięcioletnim wycofaniem się z życia publicznego i artystycznego. Początkowo album został wydany tylko w Japonii.
Chociaż Davisa niektórzy krytycy oskarżali, iż jego elektryczny okres w twórczości był niczym więcej jak tylko wyprzedażą, to jednak nie odpowiadało to faktom. Rodzaj muzyki jaki Davis uprawiał w pierwszej połowie lat 70. XX wieku znajdował się na rozdrożu; był zbyt dziki i jazzowy dla większości publiczności rockowej i zbyt nakierowany wyłącznie na rytm dla twardogłowych krytyków jazzowych i podobnie myślącej publiczności jazzowej. Przeczy tym oskarżeniom również fakt, że niektóre z albumów Davisa (tak jak np. ten) zostały wydane tylko na stosunkowo małym rynku japońskim. Sam  Miles powiedział, że jego albumy z tego okresu są nastawione na młodą afroamerykańską publiczność
Pangaea i inne albumy wywarły wielki wpływ na jazzowych (i nie tylko) muzyków, którzy swoje kariery zaczęli w latach 80. XX wieku. Trzeba tu wymienić np. Butcha Morrisa, Johna Zorna i Tima Berne'a. Wraz z rosnącym wpływem tej muzyki zaczęła się zmieniać także jej recepcja. Rozpoczęła się reewaluacja muzyki Davisa dokonywana przez rewizjonistycznych krytyków. W 1982 r. Howard Mandel zamieścił w branżowym magazynie jazzowym Down Beat recenzję albumu Pangaea, któremu przyznał pięć gwiazdek. W następnym roku w tym samym magazynie Greg Tate nazwał zespół Davisa, który nagrał Pangaeę pierwszym na świecie całkowicie improwizującym zespołem acid funkowym.
Album ten związany tematycznie z Praziemią brzmi zarówno apokaliptycznie jak i lirycznie. Muzyka, która wpłynęła na jego powstanie, rozciąga się od Slya Stone’a do Karlheinza Stockhausena.
Zespół ten charakteryzował się tym, że jedynymi muzykami, którzy posiadali długą praktykę jako jazzmani, byli sam Miles Davis i saksofonista i flecista Sonny Fortune. Sonny Fortune grał w grupach Elvina Jonesa i McCoya Tynera, a przed samym przyjściem do Davisa – w big bandzie Buddy’ego Richa.
Michael Henderson był basistą rhythmandbluesowym i soulowym; grał z Arethą Franklin i Steviem Wonderem. To on nadawał zespołom Davisa to funkowe brzmienie.
James „Mtume” Foreman, grający na instrumentach perkusyjnych, był synem przyjaciela Davisa saksofonisty Jimmy’ego Heatha i Miles znał go od dzieciństwa. Z Davisem współpracował od 1971 r.
Perkusista Al Foster, którego Davis usłyszał w Nowym Jorku, po raz pierwszy grał u Davisa na sesjach do albumu Big Fun. Pojawił się ponownie w grupach Davisa po jego powrocie z odosobnienia na początku lat 80. XX wieku.
Pete Cosey był muzykiem sesyjnym i nagrywał blues w firmie nagraniowej Chess w Chicago.
Gitarzysta Reggie Lucas zaczął nagrywać i występować z Davisem w kilka miesięcy po Sonnym Fortune'ie.
Obaj gitarzyści zastąpili licznych i wybitnych muzyków jazzowych, którzy grali na instrumentach klawiszowych.
Na tym albumie Miles swobodnie miesza tak heterogeniczne elementy jak afrykańska rytmika, europejska harmonia i technologia Nowego Świata (japońska).
Album ten był zakończeniem drogi muzycznej Davisa w latach 70. XX wieku. Złączył w całość wiele pozornie nieprzystających elementów wykazując ich wzajemne podobieństwa – tak jak Gondwana była jednym wielkim zjednoczonym kontynentem, w którym wszystkie później oddzielone fragmenty istniały w doskonałej harmonii. Wykazawszy to Davis wyczerpany koncertami, alkoholem i narkotykami udał się na pięcioletnie odosobnienie.

## Muzycy
Septet
- Miles Davis – trąbka, organy
- Sonny Fortune – flet, saksofon sopranowy, flet altowy
- Pete Cosey – gitara, instrumenty perkusyjne, synthi
- Reggie Lucas – gitara
- Michael Henderson – gitara basowa
- Al Foster – perkusja
- Mtume – instrumenty perkusyjne, kongi, bęben wodny, rhythm box

## Spis utworów
CD

### Płyta pierwsza (I)
1. Zimbabwe (41:18)

### Płyta druga (II)
1. Gondwana (46:50)

Album analogowy (winyl)

### Płyta pierwsza

#### Strona pierwsza
1. Zimbabwe (część 1)

#### Strona druga
1. Zimbabwe (część 2)

### Płyta druga

#### Strona trzecia
1. Gondwana (część 1)

#### Strona czwarta
1. Gondwana (część 2)

## Opis płyty

### Płyta analogowa (winylowa)
- Producent – Teo Macero
- Kierownik projektu – Keiichi Nakamura
- Inżynier nagrywający – Tomoo Suzuki
- Miksowanie – Tomoo Suzuki
- Daty nagrania – 1 lutego 1975
- Miejsce nagrania – Osaka Festival Hall, Osaka, Japonia
- Czas albumu – 88 min. 8 sek./1 godz. 28 min. 8 sek.
- Data wydania – 1975
- Tekst – Kevin Whitehead
- Firma nagraniowa – CBS/Sony
- Numer katalogowy – 500P 239-40

### Wznowienie na CD
- Producent – Teo Macero
- Kierownik projektu – Keiichi Nakamura
- Remiks – Tomoo Suzuki
- Koordynacja serii Comtemporary Jazz Masters – Mike Berniker, Amy Herot, Gary Pacheco
- Firma nagraniowa – Columbia
- Numer katalogowy – C2K 46115
- ©1990 CBS Records, Inc.